# Le Leslay
Le Leslay är en kommun i departementet Côtes-d'Armor i regionen Bretagne i nordvästra Frankrike. Kommunen ligger i kantonen Quintin som tillhör arrondissementet Saint-Brieuc. År 2022 hade Le Leslay 154 invånare.

## Befolkningsutveckling
Antalet invånare i kommunen Le Leslay
Referens:INSEE